# SS Adriatic (1871)
SS Adriatic foi o primeiro dos dois transatlânticos da White Star Line a ser nomeado com esse nome. Os quatro primeiros navios a vapor da White Star Line fizeram um grande sucesso no mercado marítimo, quando foi decidido construir mais dois. O primeiro foi o SS Adriatic, construído pelo estaleiro Harland and Wolff e lançado no dia 17 de outubro de 1871; o segundo foi o  SS Celtic.

## História
No início de 1872, Adriatic foi equipado pelo estaleiro Harland and Wolff, em Belfast. Como parte deste processo, uma nova tecnologia foi adicionada ao navio. As cabines haviam sido iluminados por lâmpadas a óleo, mas os construtores decidiram tentar adicionar as novas lâmpadas de gás no Adriatic. A máquina foi adicionada nas salas de máquinas do navio para produzir gás a partir do carvão, sendo o primeiro navio do mundo a ter um sistema desse tipo, porém houve problemas de vazamento de gás, tendo que ser removido antes do navio entrar em operação.
Adriatic partiu em sua viagem inaugural no dia 11 de abril de 1872, saindo do porto de Liverpool com destino a Nova Iorque sob comando do capitão Sir Digby Murray. Adriatic possuía a mesma configuração dos navios anteriores da Classe Oceanic, com uma única chaminé e quatro mastros. Seu casco foi pintado de preto, acomodando duas classes. Como o maior dos seis navios da White Star Line, Adriatic recebeu a designação de navio líder da classe, um título que manteve até o Britannic entrar em operação em 1874.
Um mês depois, durante uma travessia do Atlântico, Adriatic navegou em uma velocidade de 14,52 nós, recebendo o Blue Riband.
Adriatic esteve envolvido em vários acidentes. O primeiro ocorreu em outubro de 1874, quando ele colidiu com o navio SS Parthia da Cunard Line enquanto navegava. Ambos navios sofreram danos mínimos. Em março de 1875, Adriatic abalroou o navio americano Columbus no Canal Crosby, em Liverpool. Columbus foi afundado e o filho do capitão morreu afogado, mas as outras seis pessoas a bordo foram resgatados por um navio próximo.

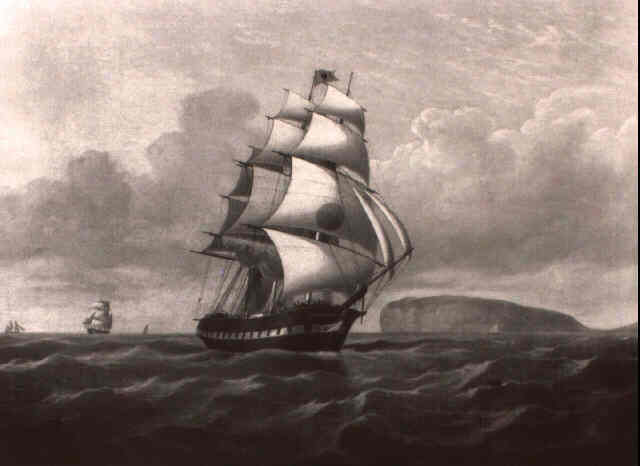
Harvest Queen, o navio afundado em uma colisão com o Adriatic

Em dezembro do mesmo ano no Canal da Mancha, Adriatic colidiu e afundou um navio veleiro chamado Harvest Queen, em um acidente que resultou na morte de todos a bordo do Harvest Queen. A embarcação afundou tão rápido que a tripulação do Adriatic não havia conseguido identificar em qual navio eles haviam colidido, e após uma pesquisa de registros posteriores o Harvest Queen foi identificado. No dia 19 de julho de 1878, Adriatic novamente esteve envolvido em acidente. Ele colidiu com o SV G. A. Pyke, matando cinco tripulantes a bordo do Pike. No inquérito, Adriatic foi eleito o culpado, devido ao excesso de velocidade.
Em 1884, o navio passou por uma remodelação, na qual foi adicionado acomodação para mais 50 passageiros de segunda classe. Em 1897, ele foi considerado um navio velho demais para o serviço de transatlântico regular, e foi colocado como navio reserva, em Birkenhead. Quando o RMS Oceanic entrou em serviço no ano de 1899, Adriatic foi vendido para sucata, chegando em Preston no dia 12 de fevereiro, onde foi desmontado.